# Sínodo de Dort

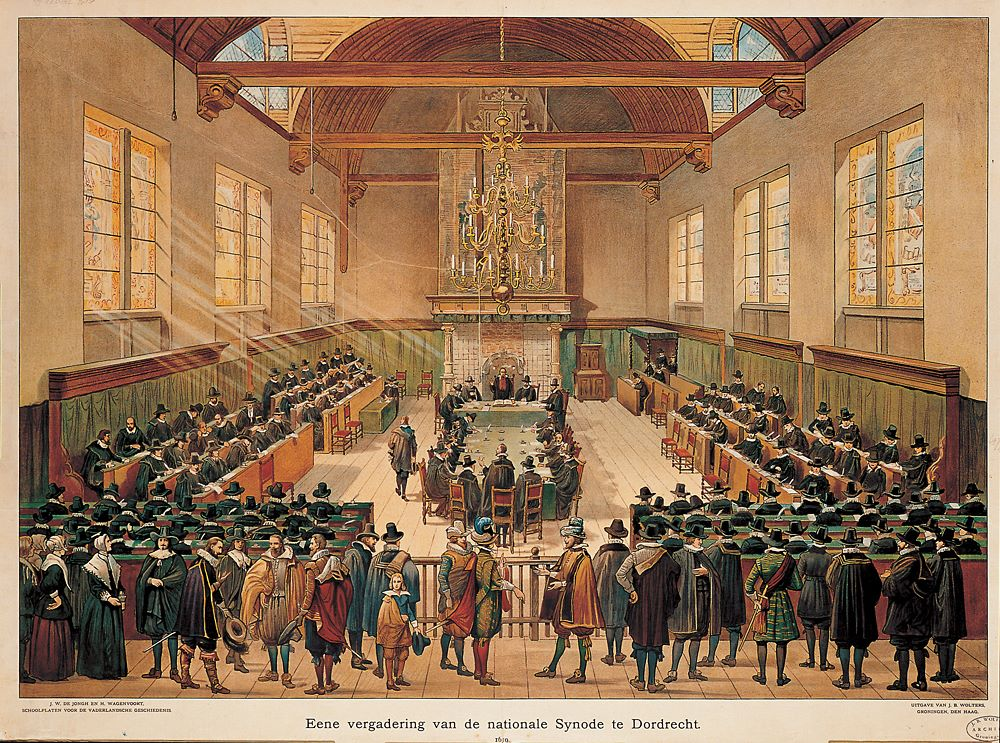

O Sínodo de Dort (também conhecido como o Sínodo de Dordt ou Sínodo de Dordrecht) foi um sínodo internacional que teve lugar em Dordrecht, na Holanda, de 1618 a 1619 pela Igreja Reformada Holandesa, com o objectivo de regular uma séria controvérsia nas Igrejas Holandesas iniciada pela ascensão do arminianismo. A primeira reunião do sínodo foi tida a 13 de novembro de 1618 e a última, a 154ª foi a 9 de maio de 1619. Foram também convidados representantes com direito de voto vindos de oito países estrangeiros. O nome "Dort" era um nome usado na altura em inglês para a cidade holandesa de Dordrecht. 
O sínodo decidiu pela rejeição das ideias arminianas, estabelecendo a doutrina reformada em cinco pontos: depravação total, eleição incondicional, expiação limitada, vocação eficaz (ou graça irresistível) e perseverança dos santos. Estas doutrinas, descritas no documento final chamado Cânones de Dort, são também conhecidas como os Cinco pontos do calvinismo.

## Plano de Fundo
Houve sínodos provinciais anteriores de Dort e um Sínodo nacional em 1578. Por essa razão, a reunião de 1618 é às vezes chamada de Segundo Sínodo de Dort.
Os atos do Sínodo estavam ligados a intrigas políticas que surgiram durante a Trégua dos Doze Anos, uma pausa na guerra holandesa com a Espanha. Após a morte de Jacó Armínio, seus seguidores apresentaram objeções à Confissão Belga e ao ensino de João Calvino, Teodoro de Beza e seus seguidores. Essas objeções foram publicadas em um documento chamado Cinco Artigos da Remonstrância, e os arminianos eram, portanto, também conhecidos como Remonstrantes. Eles ensinaram a eleição condicional com base na fé antevista por Deus, expiação ilimitada, graça resistível e a possibilidade de queda/perda de graça. Os opositores calvinistas ou gomaristas, liderados por Franciscus Gomarus, da Universidade de Leiden, ficaram conhecidos como Contra-Remonstrantes.